# La Vie de château (film, 2017)
Pour les articles homonymes, voir La Vie de château.
Pour plus de détails, voir Fiche technique et Distribution.
La Vie de château est une comédie dramatique française réalisée par Modi Barry et Cédric Ido, sortie en 2017.

## Synopsis
Le film brosse le portrait des personnages évoluant dans le milieu de la coiffure dans le quartier parisien autour de la station Château d'Eau.

## Fiche technique
- Titre original : La Vie de château
- Réalisation : Modi Barry et Cédric Ido
- Scénario : Modi Barry, Cédric Ido, Joseph Denize et Matthew Gledhill
- Décors : Karim Lagati
- Costumes : Anne-Sophie Gledhill
- Photographie : Antoine Monod
- Montage : Flora Volpelière
- Musique : Nicola Tescari
- Producteur : Toufik Ayadi, Christophe Barral et Margaux Balsan
  - Coproducteur : Marc du Pontavice et Matthew Gledhill
- Production : SRAB Films et One World Films
  - SOFICA : Cinéventure 2, Soficinéma 13
- Distribution : Happiness Distribution
- Pays d’origine :  France
- Format : couleur
- Genre : comédie dramatique
- Durée : 81 minutes
- Dates de sortie :
  -  France : 9 août 2017

## Distribution
- Jacky Ido : Charles
- Tatiana Rojo : Sonia
- Jean-Baptiste Anoumon : Moussa
- Zirek Ahmet : Mourat
- Félicité Wouassi : Djenaba
- Gilles Cohen : Dan
- Murat Subasi : Awat
- Eric Abrogoua : Bébé
- Ralph Amoussou : Julius
- Yilin Yang : Yu
- Assa Sylla : une femme
- Hoji Fortuna : Fela
- William Nadylam : Benito
- Franck Koumba : Ali
- Roukiata Ouedraogo : la femme de la fin

## Tournage
Le film a été tourné en grande partie dans le 10e arrondissement de Paris. Il a pour cadre principal le quartier Château d'Eau.